# تي-50
تي-50 هي دبابة مشاة سوفيتيّة خفيفة، تم تصنيعها في بدايات الحرب العالمية الثانية. كان لتصميم الدبّابة بعض الميّزات، ولكنه كان مُعقّدًا ومُكلفًا للغاية، مما أدّى إلى إنتاج عدد محدود جدًا من هذه الدبّابة.

## التاريخ
قامت شركة أومسكترانسماش التي يقع مقرّها في مدينة أومسك الروسيّة بصناعة عدد محدود من هذه الدبّابة بين عاميّ 1941 و1942، إذ لم يتجاوز الإنتاج 69 دبّابة. لم يبقى اليوم إلاّ عدد قليل من دبّابات تي-50 حول العالم، فتوجد دبّابة معروضة في متحف الدبّابات بمدينة كوبينكا في روسيا، وأخرى في متحف الدبّابات بمدينة بارولا في فنلندا، كما عُرضت مؤخرًا في متحف الدبابات الملكي بمدينة عمان في الأردن.

## المستخدمون
- الاتحاد السوفيتي
- فنلندا